# Технико-экономические показатели
Технико-экономические показатели — система экономических показателей, характеризующая материально-производственную базу предприятий и комплексное использование экономических ресурсов.

## Определение
Согласно БСЭ технико-экономические показатели — это система измерителей, характеризующая материально-производственную базу предприятия (группу предприятий) и комплексное использование ресурсов.
Технико-экономические показатели позволяют:
- проводить сравнение технического и организационного уровня предприятий;
- выявлять резервы;
- улучшать разработку текущих и перспективных планов;
- планировать и анализировать организацию производства, уровень техники, качества продукции, использование основных и оборотных фондов, трудовых ресурсов;
- разрабатывать техпромфинплан предприятия;
- устанавливать технико-экономические нормы и нормативы.

## Классификация технико-экономических показателей
Технико-экономические показатели включают в себя:
- Общие показатели (единые для всех предприятий):

- коэффициенты энерговооружённости труда и электровооружённости труда;
- уровень механизации производства (удельный вес рабочих, занятых механизированным трудом; доля механизированного труда в общих затратах труда; уровень механизации и автоматизации производственных процессов);
- уровень специализации промышленного производства (удельный вес специализированного производства или отрасли в общем выпуске данного вида продукции; степень загрузки отрасли или предприятия изготовлением основной (профильной) продукции; количество групп, видов и типов изделий (конструктивно и технологически однородных), выпускаемых предприятиями отрасли; доля продукции предприятий и цехов централизованного производства, специализированных на выпуске отдельных деталей, узлов и заготовок в общем объёме производства);
- показатели организационного и технического уровня производства (серийность изготовляемой продукции, наличие автоматического, специального и специализированного оборудования в общем парке, доля стандартных и унифицированных деталей, узлов);
- уровень производства и выпускаемой продукции (доля продукции, которая превосходят или соответствуют высшим достижениям науки и техники; удельный вес продукции, морально устаревшей и подлежащей модернизации или снятию с производства; удельный вес продукции, осваиваемой производством впервые, выпускаемой до трёх лет включительно; степень механизации и автоматизации труда (количество рабочих, выполняющих работу полностью механизированным способом; количество рабочих, переводимых в планируемом периоде с ручного труда на механизированный и автоматизированный труд в основном и вспомогательном производствах); абсолютное и относительное уменьшение численности работников; снижение себестоимости и рост производительности труда за счёт повышения технического уровня производства);
- уровень использования основных фондов и производственных мощностей (экстенсивное использование (соотношение времени фактического использования на максимально возможное время использования фондов); интенсивное использование (соотношение фактического количества продукции, произведённого в единицу времени, на максимально возможное время использования основных фондов); интегральное использование (произведение первых двух показателей);
- анализ использования основных фондов и производственных мощностей (коэффициент сменности действующего оборудования, степень использования внутрисменного фонда времени, наличие излишнего и неустановленного оборудования).

- Специфические показатели (особенные для отдельной отрасли):

- в электроэнергетике — расход условного топлива на 1 квт × ч отпущенной электроэнергии и 1 Гкал теплоэнергии (увеличение доли высокоэкономичного оборудования на высоких и сверхвысоких параметрах пара в общем производстве электроэнергии на тепловых электростанциях; рост выработки электроэнергии на тепловом потреблении; повышение тепловой экономичности агрегатов; изменение доли мазута и газа в топливном балансе электростанций);
- в металлургии — показатели использования доменных печей (уровень использования производственной мощности, коэффициент использования полезного объёма доменных печей в номинальные сутки), сталеплавильных агрегатов (уровень освоения производственной мощности), мартеновских печей (съём стали с 1 м 2 площади пода печей в календарные сутки), кислородных конвертеров (среднесуточная выплавка стали с 1 т ёмкости);
- на железнодорожном транспорте — среднесуточная производительность грузового вагона рабочего парка (тонно-километры, приходящихся на условный четырёхосный вагон);
- качественные и структурные изменения выпускаемой продукции (средняя марка цемента);
- уровень технической базы в отрасли и использование оборудования (коэффициент использования полезного объёма доменных печей);
- материалоёмкость производства (расход условного топлива на 1 квт × ч отпущенной энергии);
- производительность труда в натуральном выражении (добыча нефти, угля, газа на одного рабочего);
- объёмы производства продукции с применением важнейших эффективных технологических процессов и прогрессивного оборудования (выплавка стали непрерывным способом).